# Direcció General de Cultura Popular i Associacionisme Cultural
La Direcció General de Cultura Popular i Associacionisme Cultural és una direcció general del Departament de Cultura de la Generalitat de Catalunya que té com a funcions definir i impulsar les polítiques públiques en els àmbits de promoció de la cultura popular i tradicional i l'associacionisme cultural d'acord amb les competències que preveu la Llei 2/1993, de 5 de març, de foment i protecció de la cultura popular i tradicional i de l'associacionisme cultural.
L'actual institució reemplaça des del 2011, en el rang de direcció general, les funcions del Centre de Promoció de la Cultura Popular i Tradicional Catalana (CPCPTC), ens creat el 1993 i adscrit a la Direcció General de Patrimoni Cultural. La necessitat d'una institució d'aquestes característiques va sorgir arrel del I Congrés de Cultura Popular i Tradicional Catalana (1981-82) on es van posar les bases de les actuals polítiques públiques en cultura popular i associacionisme cultural.
La directora general és Adelaida Moya Taulés des del seu nomenament el 15 de juny de 2021.

## Funcionament i àrees d'actuació
El Direcció General de Cultura Popular i Associacionisme Cultural té diverses funcions i àrees d'actuació. La institució s'organitza en dos Serveis (Servei de Recerca i Protecció; Servei de Promoció i Dinamització) i una secció de gestió administrativa.
El Servei de Recerca i Protecció s'encarrega de la recerca, documentació i salvaguarda de la cultura popular, el patrimoni etnològic i el patrimoni cultural immaterial de Catalunya. Té les funcions per a inventariar i declarar festes i elements dins el Catàleg del Patrimoni Festiu de Catalunya, així com per inventariar, finançar i publicar publicacions en el marc de l'Inventari del Patrimoni Etnològic de Catalunya. És el servei encarregat per a proposar i tramitar els expedients de declaració de bé cultural d'interès nacional en la categoria de zona d'interès etnològic i les candidatures a la inclusió dins la Llista Representativa del Patrimoni Cultural Immaterial de la Humanitat de la UNESCO. A més, impulsa programes de recerca i documentació de l'etnologia catalana en el marc de l'Observatori del Patrimoni Etnològic i Immaterial i en el Centre de Documentació i Recerca de la Cultura Tradicional i Popular. L'òrgan consultiu de l'àrea és el Consell de l'Etnologia.
El Servei de Promoció i Dinamització té les funcions de desenvolupar programes de promoció i dinamització de l'associacionisme cultural, la producció i creació artística amateur, estimular la cooperació amb les federacions de l'associacionisme cultural i afavorir la seva projecció exterior. Així com supervisar i tramitar els expedients de declaració d'entitat d'interès cultural. El servei recull dades, realitza debats i impulsa projectes d'innovació en el si de les entitats culturals de Catalunya. L'òrgan consultiu de l'àrea és el Consell de l'Associacionisme Cultural català.

## Llistat de directors generals
Des de la creació de la institució el 1993 ha tingut vuit directors i directores (6 homes i 2 dones):
- Albert Manent
- Eduard Carbonell
- Joan Vidal i Gayolà
- Ferran Bello Hernáiz (2004 — 2006)[2][9]
- Ramon Fontdevila i Subirana (2006 — 2011)[9][10]
- Lluís Puig i Gordi (2011 — 2017)[10] -oficialment com a Direcció General-
- Maria Àngels Blasco i Rovira (2017 — 2021)[11]
- Adelaida Moya Taulés (2021 — en el càrrec)[12]